# Craywick

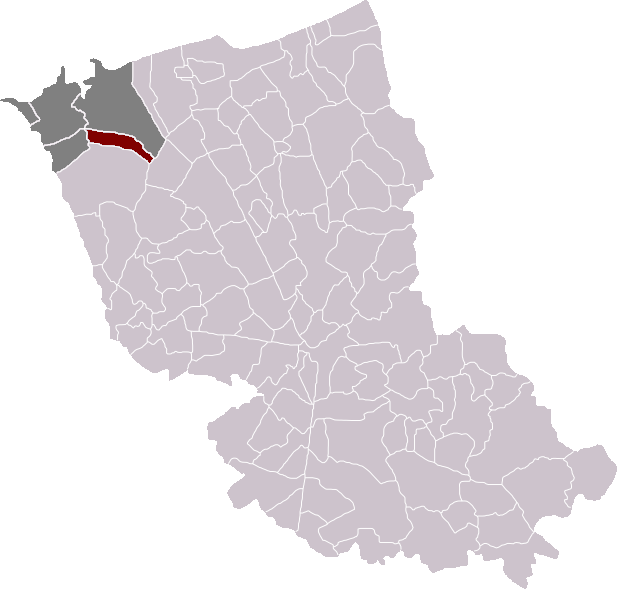
Localització de Craywick

Craywick (en neerlandès Kraaiwijk, en flamenc occidental Craeywyck) és un municipi francès, situat a la regió dels Alts de França, al departament del Nord, que forma part de la Westhoek. L'any 2006 tenia 569 habitants. Limita amb Loon-Plage, Bourbourg i Brouckerque.

## Demografia
| 1962                                       | 1968 | 1975 | 1982 | 1990 | 1999 |
| ------------------------------------------ | ---- | ---- | ---- | ---- | ---- |
| 288                                        | 338  | 404  | 445  | 382  | 464  |
| Des de 1962: població sense dobles comptes |      |      |      |      |      |

## Administració
| Període | Identitat       | Partit |
| ------- | --------------- | ------ |
| 2001-   | André Hennebert |        |